# Alive and Dead
Alive and Dead è il primo EP del gruppo death metal statunitense Six Feet Under, pubblicato nel 1996.

## Tracce
1. Insect – 2:59
2. Drowning – 3:02
3. Grinder – 4:02 – originariamente interpretata dai Judas Priest
4. Suffering in Ecstasy (Live Prattland, Switzerland on 7/12/96) – 2:34
5. Human Target (Live Prattland, Switzerland on 7/12/96) – 3:10
6. Lycanthropy (Live Prattland, Switzerland on 7/12/96) – 4:30
7. Beneath a Black Sky (Live Henglo, Holland on 6/21/96) – 3:00

## Formazione
- Chris Barnes – voce
- Allen West – chitarra
- Terry Butler – basso
- Greg Gall – batteria